# Magharat Mirza
Magharat Mirza (arab. مغارة ميرزا) – wieś w Syrii, w muhafazie Idlib. W 2004 roku liczyła 622 mieszkańców.